# Hans Berndt (Münzmeister)
Hans Berndt (geboren vor 1566 in Goslar; gestorben 1589) war ein deutscher Münzmeister. Sein Münzzeichen für die Prägungen der Städte Northeim und Osterode war ein Bär mit Zainhaken.

## Leben
Hans Berndt wirkte in den Jahren 1566 und 1567 als Münzmeister der Stadt Göttingen.
1572 war Berndt kurzfristig als Münzmeister für den Pfalzgrafen Georg Johann zu Pfalzburg tätig.
Nachdem er von 1583 bis 1585 für die Stadt Northeim gearbeitet hatte, stand Berndt von 1587 bis 1589 in Osterode am Harz als Münzmeister in den Diensten der Herzöge Wolfgang und Philipp von Braunschweig und Lüneburg.
1585 wirkte Berndt in Hannover als Münzmeister für die städtische Münze: „Berndt münzte 1585 einen Guß von 100 Mark Witten (Pfennigen), deren 9 auf einen Mariengroschen gehen sollten. Das Korn war 2 Lot, aus 92 Mark 8 Lot weißer Platten wurden 263 Gulden 2 Groschen in Witten gezählt, das sind 76.387 ½ Pfennige, so dass aus der rauen Mark 825 Stück ausgebracht wurden, also Raugewicht 0,283 g, Silbergehalt 0,035 g. Die Stadt hatte von diesem Werk einen Reingewinn von 22 Gulden 2 Groschen. Von diesen sehr geringhaltigen, nur als Stadtmünze gedachten Pfennigen sind keine Exemplare erhalten geblieben.“